# احمدلی، داش‌کسن (۲)
احمدلی (به لاتین: Əhmədli) منطقه‌ای مسکونی در جمهوری آذربایجان است که در شهرستان داش‌کسن واقع شده است. احمدلی ۴۹۰ نفر جمعیت دارد.